# Ulica Józefa Wybickiego w Sopocie
Ulica Generała Józefa Wybickiego – brukowana ulica położona w Górnym Sopocie, biegnąca od skrzyżowania z Al. Niepodległości do Stadionu Leśnego. Przy stadionie znajduje się wejście do Trójmiejskiego Parku Krajobrazowego wraz z pobliskim rezerwatem Zajęcze Wzgórze.

## Historia

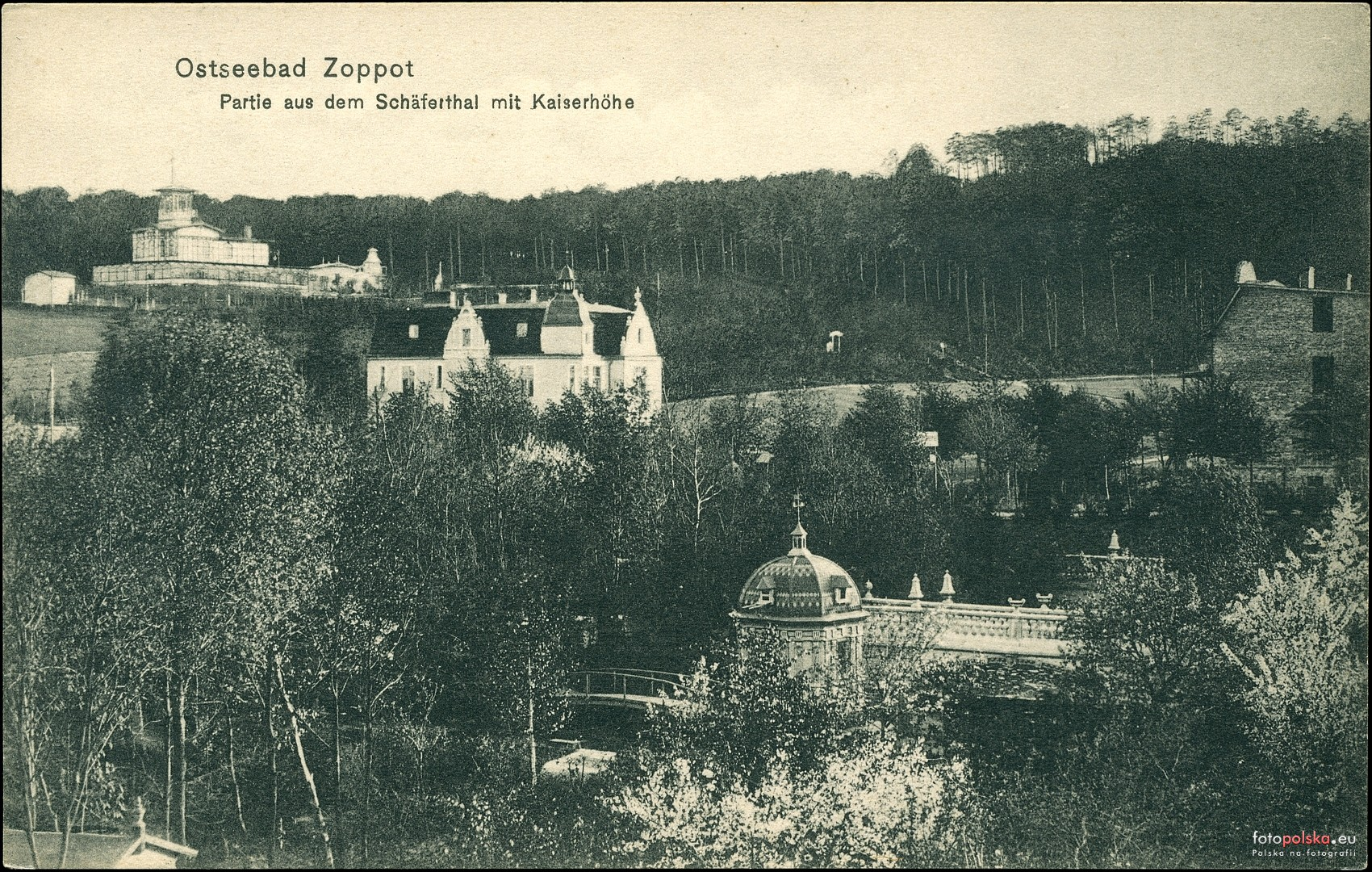
Widok na skrzyżowanie obecnej ulicy Wybickiego i Armii Krajowej z ok. 1908 roku z widoczną altaną przy stawach (od strony al. Niepodległości, w kierunku SW)

W XIX wieku teren, na którym znajduje się ulica, nosił nazwę Dolina Owcza (niem. Schaefertal), gdzie znajdowało się wielkie pastwisko. Pierwsza zabudowa pojawiła się w tych okolicach ok. 1890 roku, zaś pierwotna nazwa – ulica Owcza (niem. Schaeferstrasse) – pojawiła się w 1892 roku. W tych wczesnych latach domy pojawiały się na odcinku od al. Niepodległości do Armii Krajowej.
Na początku XX wieku, do lat 20., powstały wille w górę od Armii Krajowej, w tym domy obecnie uznawane za zabytki.
W 1926 roku do użytku oddano stadion lekkoatletyczny „Boisko Stulecia”, czyli dzisiejszy „Stadion Leśny”. Zabytkowy budynek znajdujący się na terenie stadionu został tam przeniesiony niedługo później. Według karty ewidencyjnej zabytku został on wybudowany w 1897 roku przy kortach tenisowych, a przeniesiony na teren stadionu w 1927 roku. Według innego źródła przeniesiono go w 1926 roku z Łazienek Południowych, gdzie służył jako siedziba izby celnej Wolnego Miasta Gdańska. Stadion został przebudowany w latach 70. i 90. XX wieku.

## Architektura
Zabudowę ulicy stanowią kamienice zbudowane w stylach eklektycznym, secesyjnym i modernistycznym.
Kilkurodzinne wille położone przy ul. Wybickiego projektowali m.in.:
- Herman Wolschon (nr 27, 38 i 41)[2];
- Artur Fischer (nr 29, 31 i 40)[2];
- Adolf Bielefeldt (nr 30 i 32)[2];
- Wilhelm Kuschel (nr 26, z 1909 roku)[9].

Nawierzchnia ulicy to w znacznej mierze bruk. Jest to jedna z kilku ulic w Sopocie z oryginalną nawierzchnią brukowaną. 

### Zabytki
Do wojewódzkiego rejestru zabytków nieruchomych wpisane są:
- dom z 1910 roku, ul. Wybickiego 30;
- dom z 1914 roku, ul. Wybickiego 30a;
- dom z 1910 roku, ul. Wybickiego 32;
- dom z 1911 roku, ul. Wybickiego 37;
- dom z 1920 roku, ul. Wybickiego 43, 43a;
- budynek na terenie Stadionu Leśnego, ul. Wybickiego 48, wybudowany w 1897 roku, a przeniesiony na stadion przy ul. Wybickiego w 1926 lub 1927 roku[5][6].

Większość budynków (37 budynków na 48 numerów adresowych) znajduje się w gminnej ewidencji zabytków miasta Sopotu (liczba ta uwzględnia również wyżej wymienione zabytki rejestrowe).

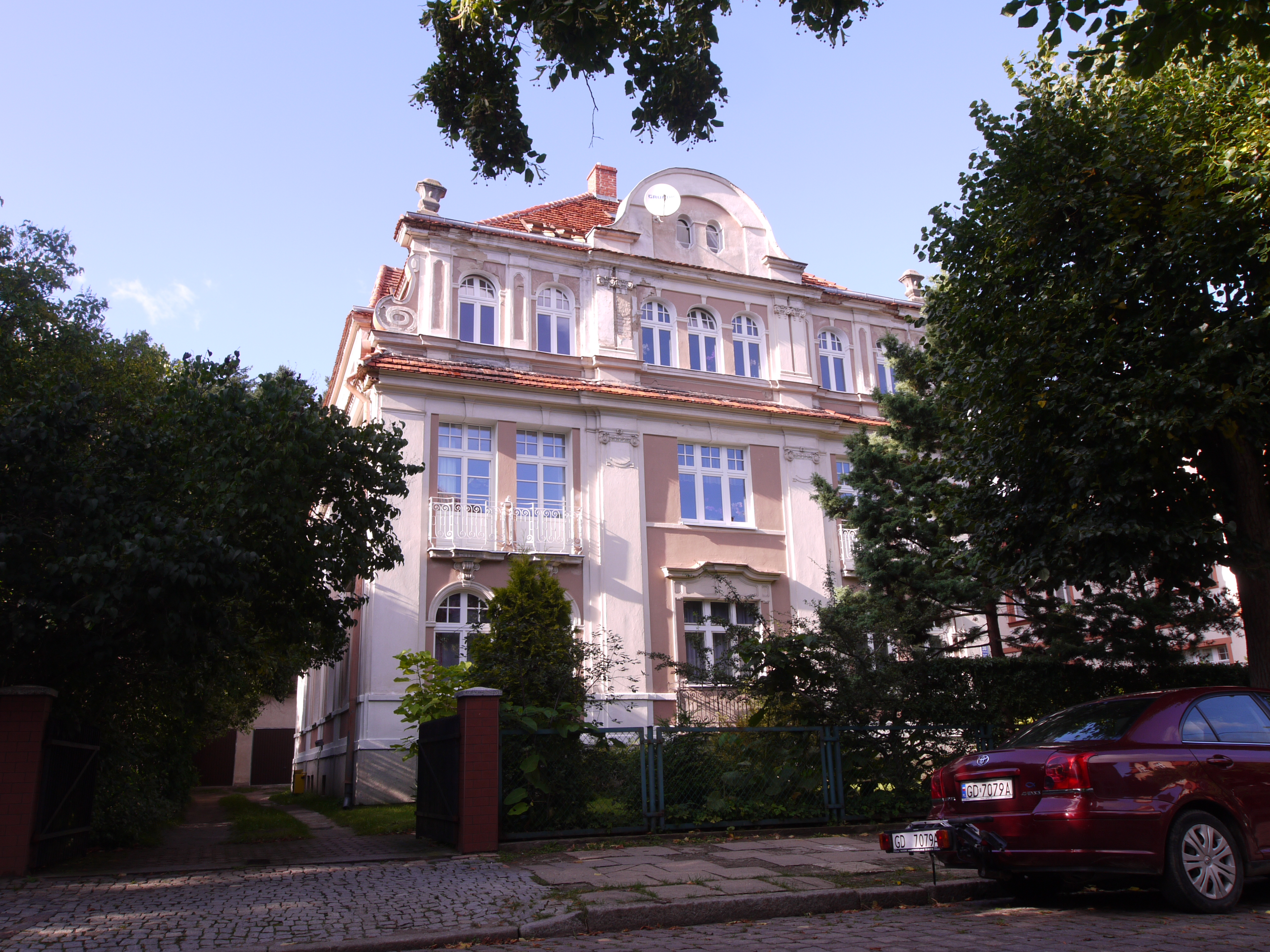
Wybickiego 30
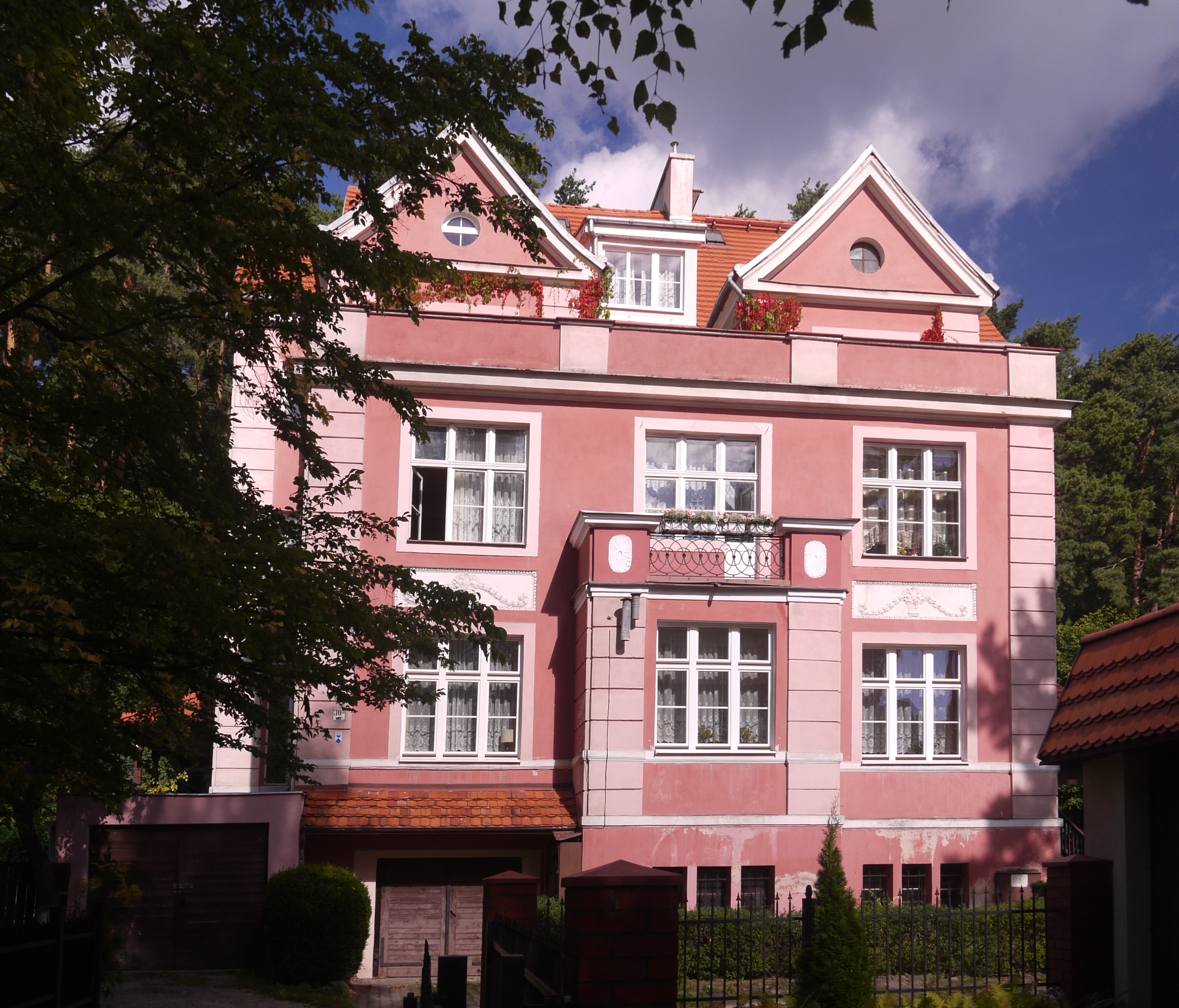
Wybickiego 30a
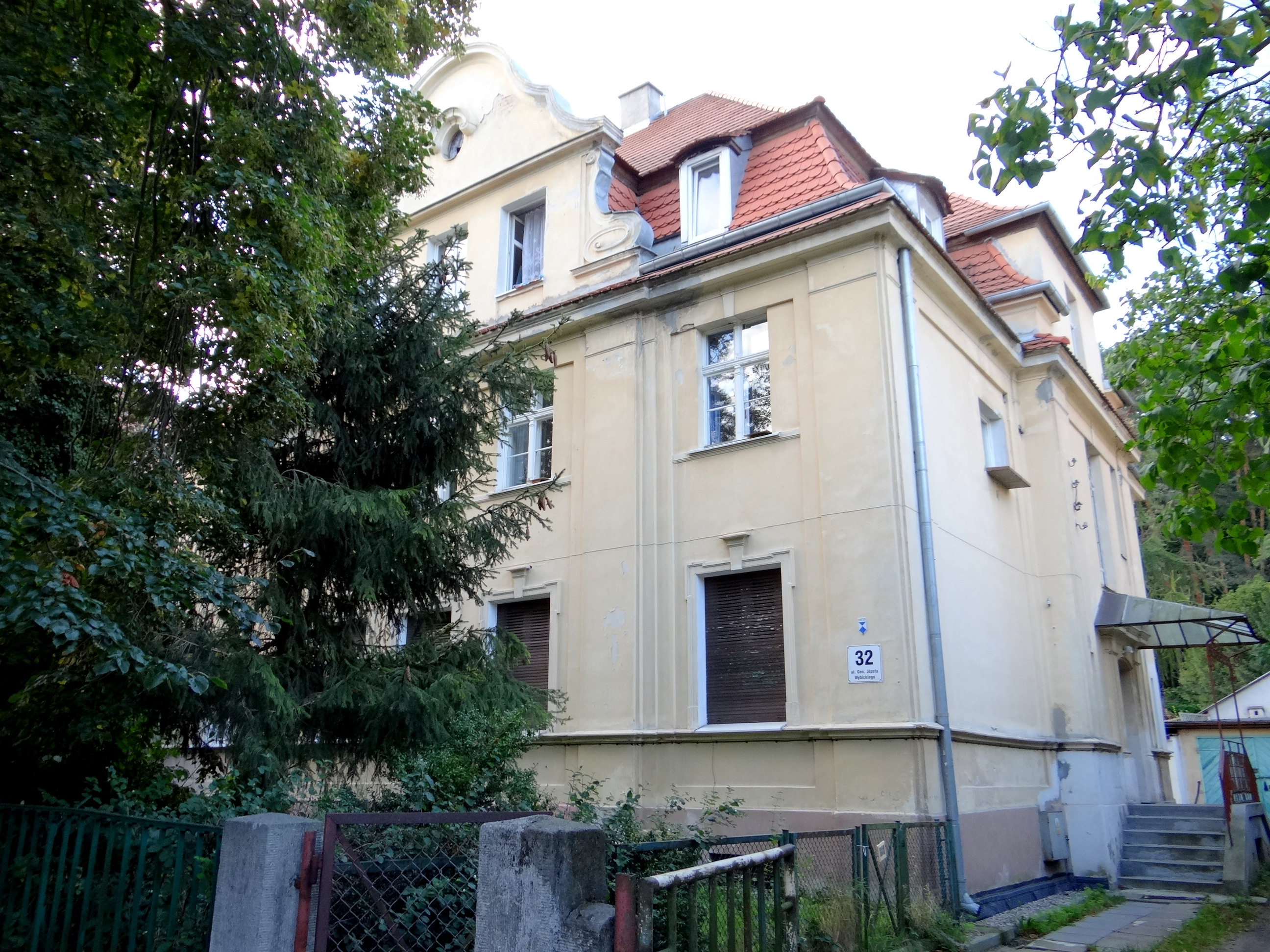
Wybickiego 32
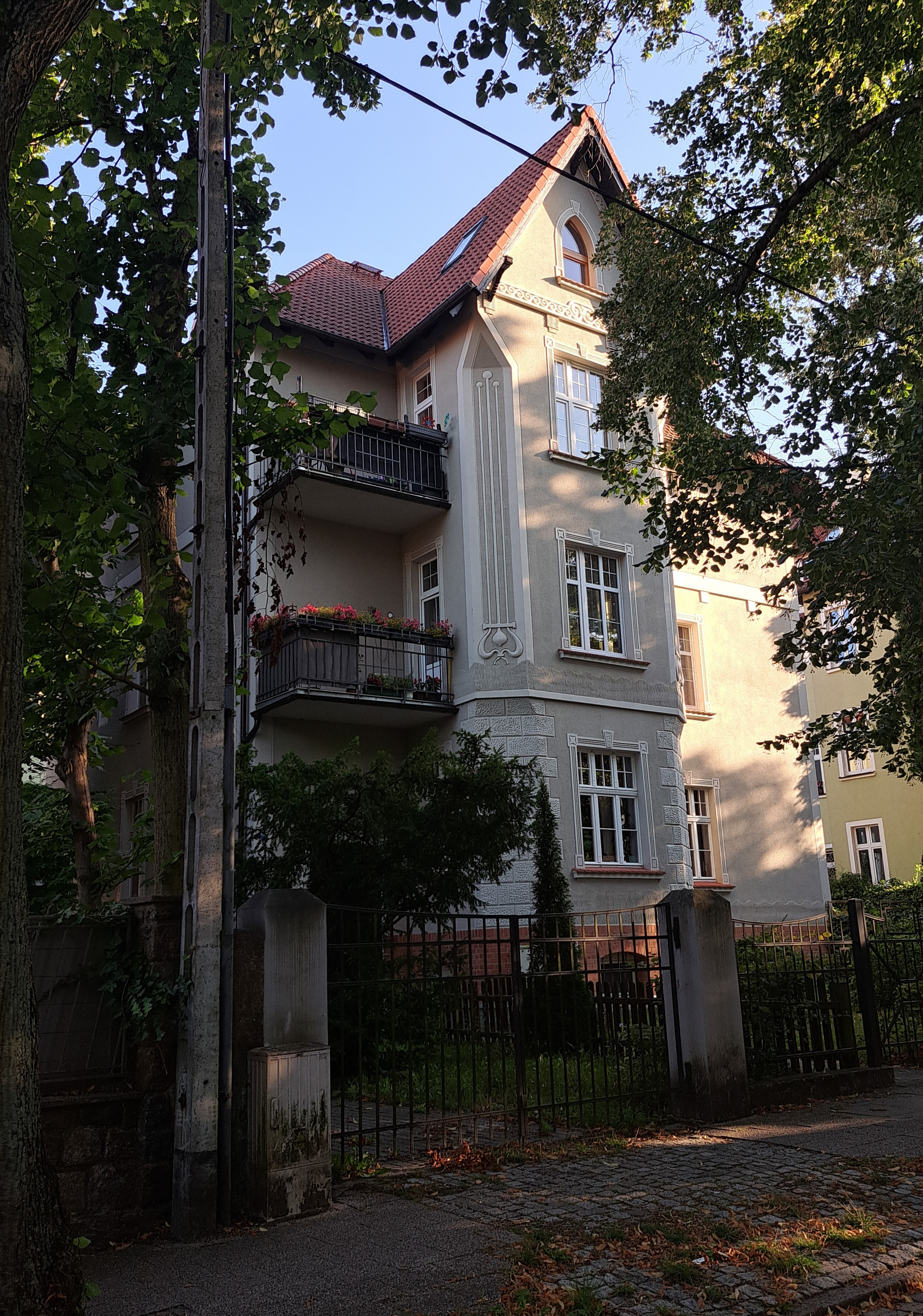
Wybickiego 37
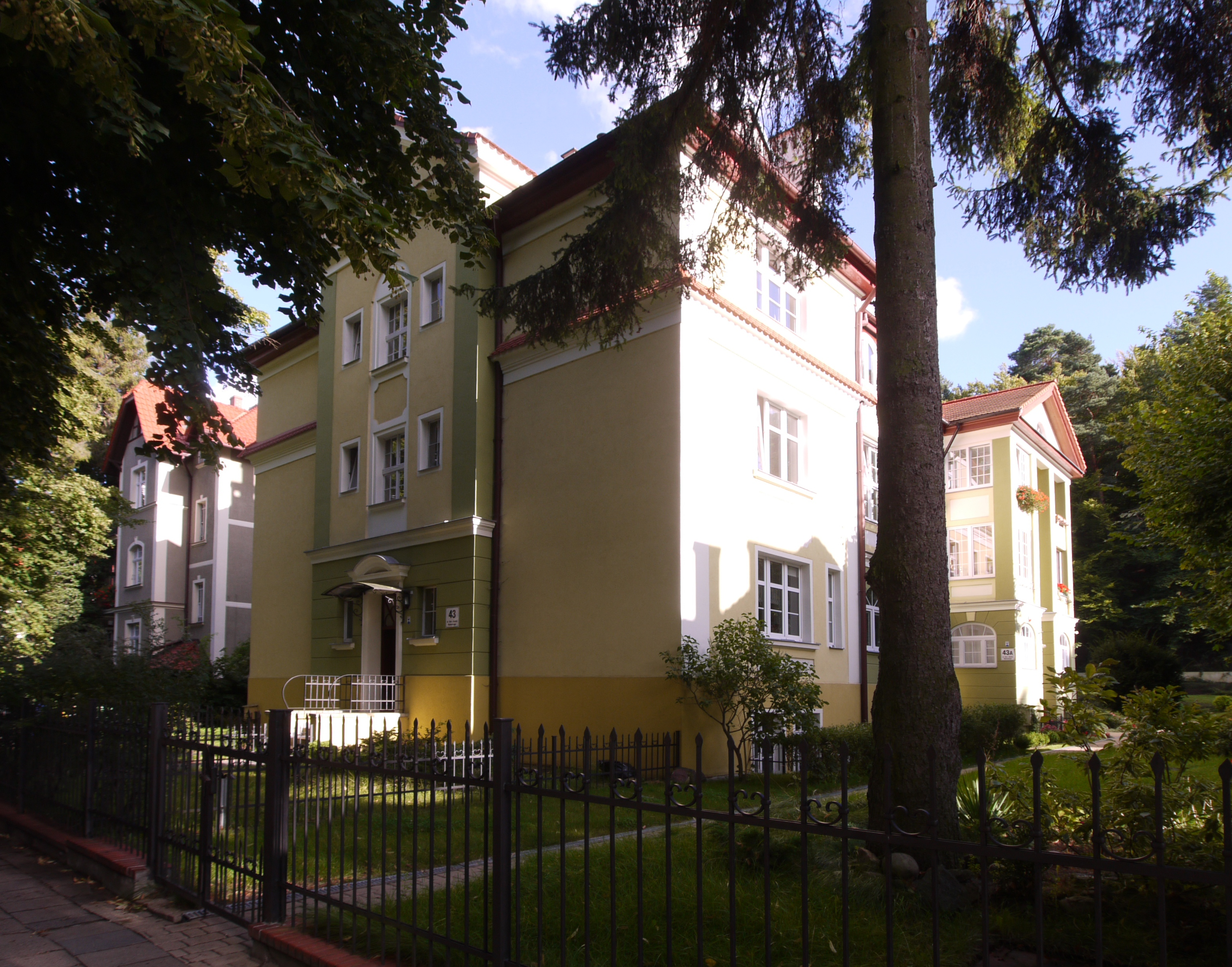
Wybickiego 43/43a
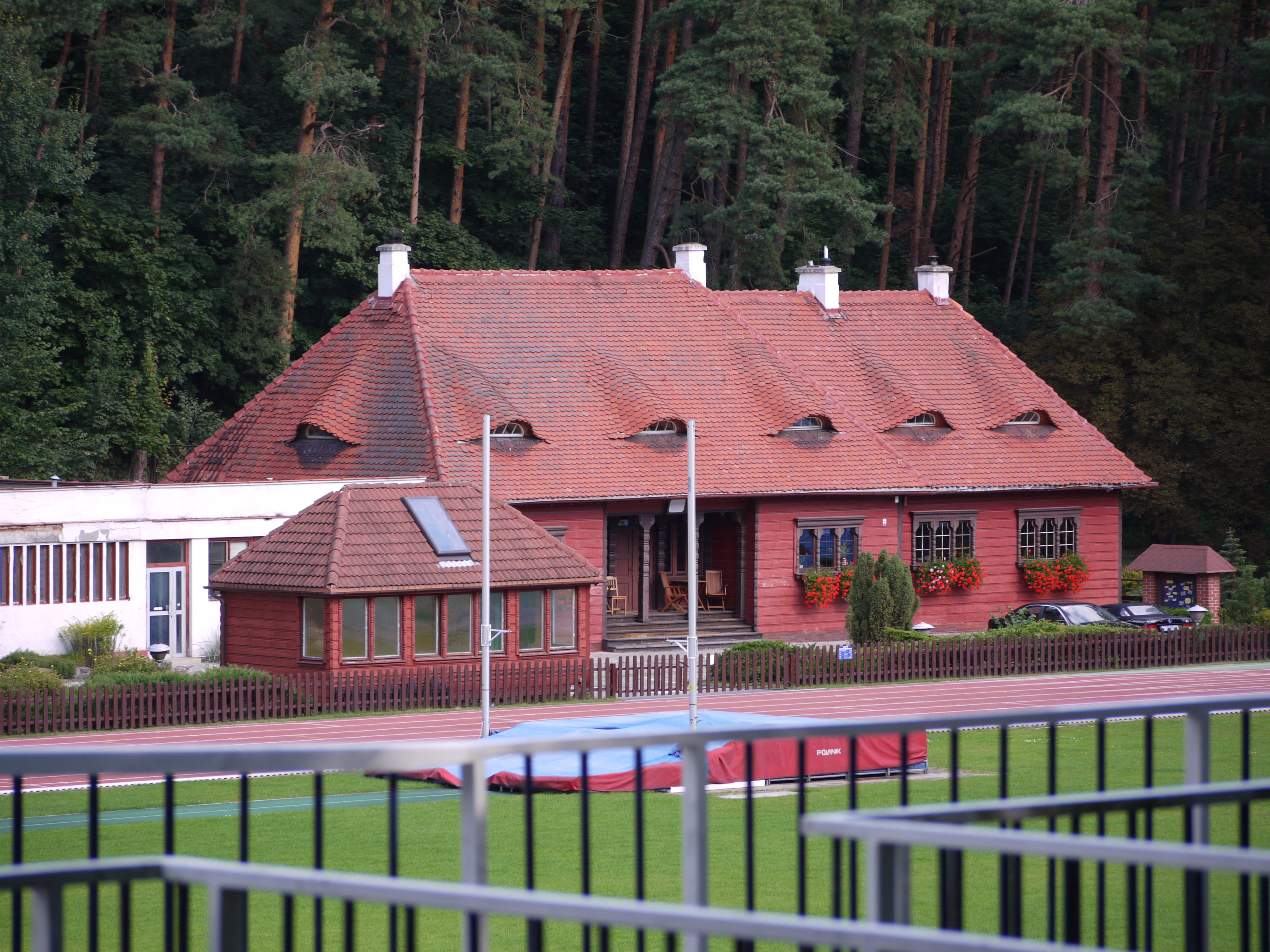
Wybickiego 48

## Pomnik

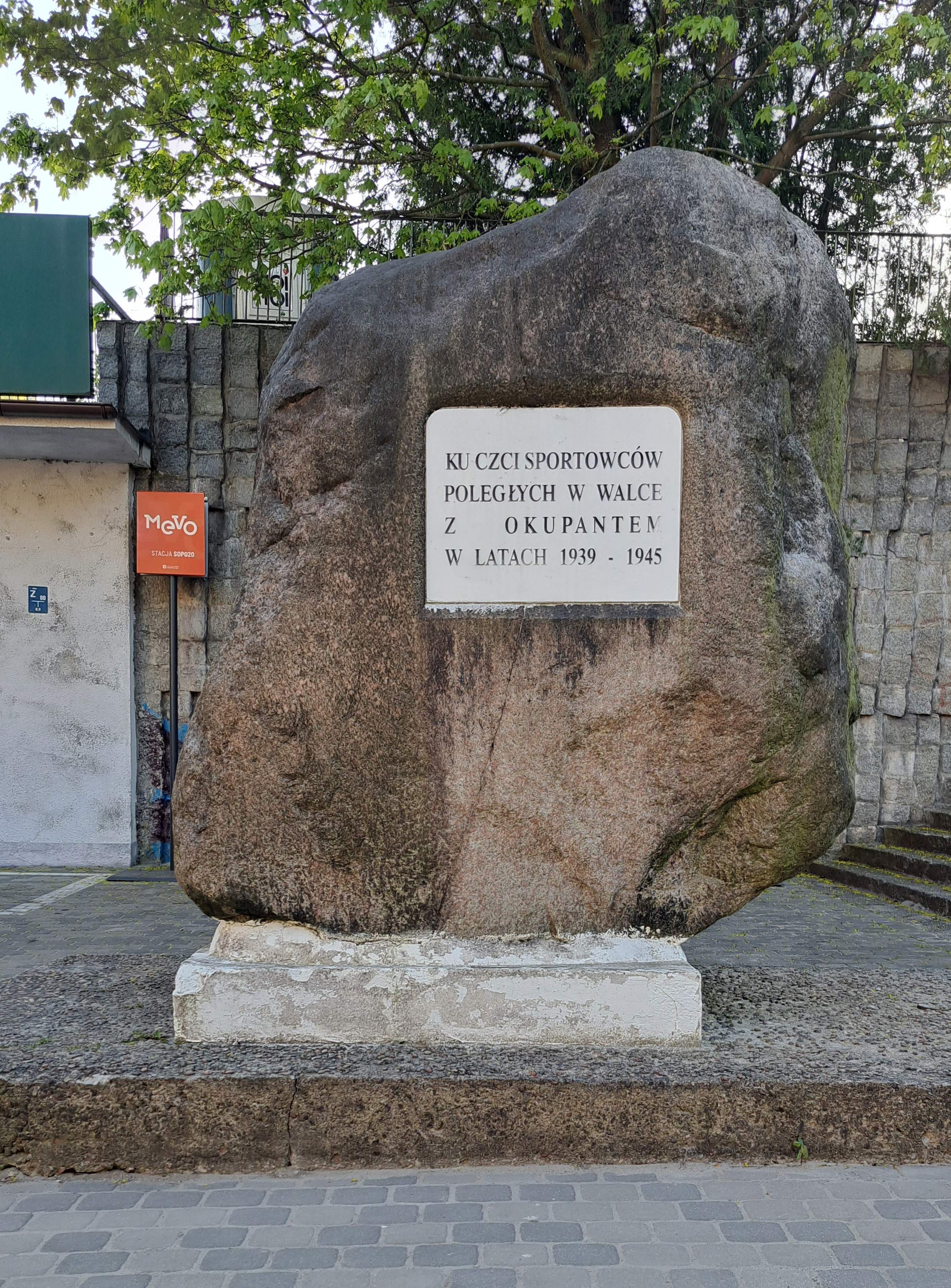
Pomnik ku czci sportowców poległych w walce z okupantem w latach 1939-1945

U zwieńczenia ulicy, przed stadionem, znajduje się głaz narzutowy, umiejscowiony tam 14 maja 1926 roku. W tym miejscu planowano ustawienie pomnika upamiętniającego stulecie powstania kąpieliska w Sopocie, lecz ostatecznie nie doszło do tego. W latach 1965–1985 głaz zmienił położenie: został przeniesiony przed gmach Wyższej Szkoły Ekonomicznej, gdzie poświęcono go „Polakom pomordowanym przez Niemców za walkę o polskość ziem piastowskich i przynależność do Polskiego Związku Zachodniego”. W 1985 roku ponownie znalazł się na ulicy Wybickiego. Obecnie na głazie znajduje się tablica poświęcona sportowcom zamordowanym podczas II wojny światowej.

## Mieszkańcy

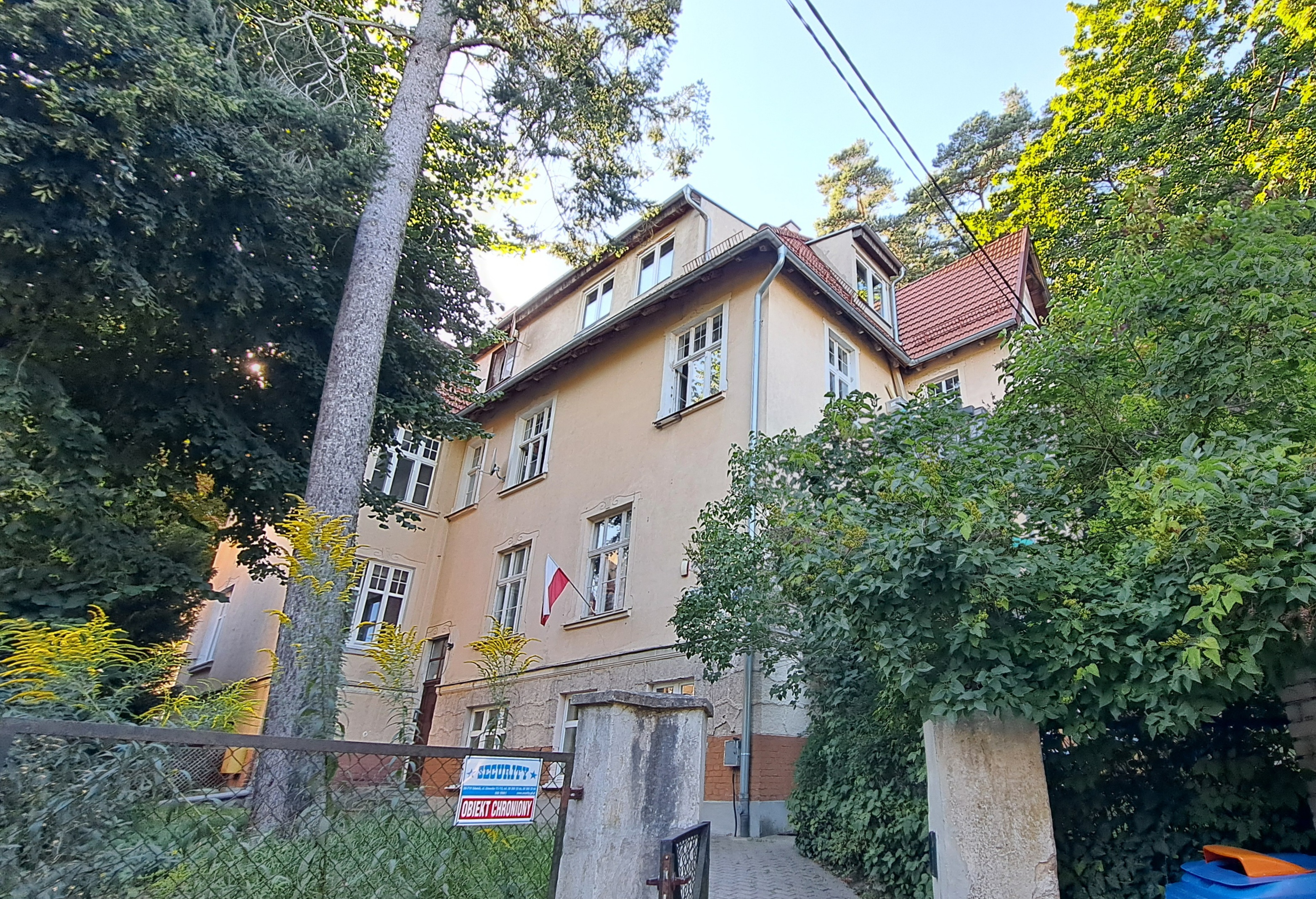
Wybickiego 40 – dom Janusza Christy

W kamienicy nr 40 mieszkał Janusz Christa – rysownik, autor komiksów o Kajku i Kokoszu.

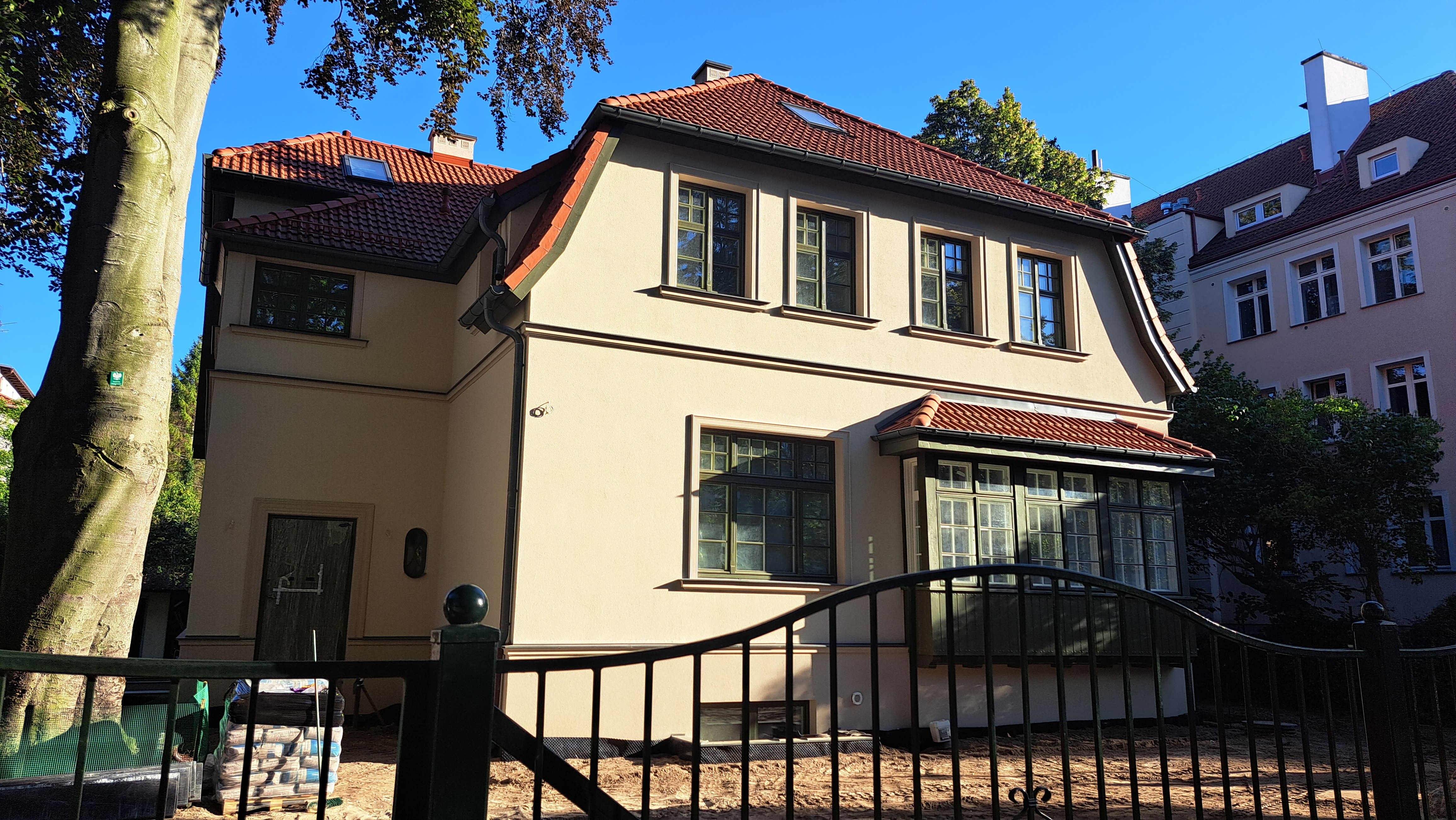
Wybickiego 23 – dom Miłoszów

Zbudowaną w 1909 roku willę pod nr. 23 po II wojnie światowej zajęła rodzina Czesława Miłosza, zdobywając przydział na dane poety. Hanna Domańska podaje, że w latach 1948–49 mieszkał tu również sam Czesław Miłosz. Według legendy w willi straszyć miały duchy rodziny, która popełniła samobójstwo w czasie II wojny światowej. W latach 70. XX w. do willi wprowadziła się dziennikarka Maria Józefina Winiarska-Musidłowska z rodzicami. Rodzina Musidłowskich zorganizowała tu podziemny klub myśli politycznej, w którym działał m.in. Miron Białoszewski. Poeta ten napisał inspirowany historią o nawiedzonym domu wiersz Poniemiecka ballada sopocka.

## Przyroda
Trzy drzewa rosnące przy ulicy Wybickiego to pomniki przyrody:
- buk pospolity (Fagus sylvatica), obwód 3,14 m, ul. Wybickiego 23;
- wiąz szypułkowy (Ulmus laevis), obwód 2,58 m, ul. Wybickiego 20;
- wiąz szypułkowy (Ulmus laevis), obwód 2,68 m, ul. Wybickiego 9.

Wzdłuż ulicy ciągnie się także aleja wiązów oraz lip. Szpalery lip po obu stronach ulicy, tworzące aleję uliczną, objęte są ochroną w miejscowym planie zagospodarowania przestrzennego.
Na końcu ulicy, po południowej stronie stadionu, znajduje się wejście do rezerwatu przyrody Zajęcze Wzgórze.